# Parcul Municipal din Roman
Parcul Municipal  sau mai demult Grădina Mare, se află pe strada Ștefan cel Mare vizavi de gara din Roman, Neamț, România.Parcul datează din anul 1906 și se întinde pe o suprafață de 13,3 hectare.

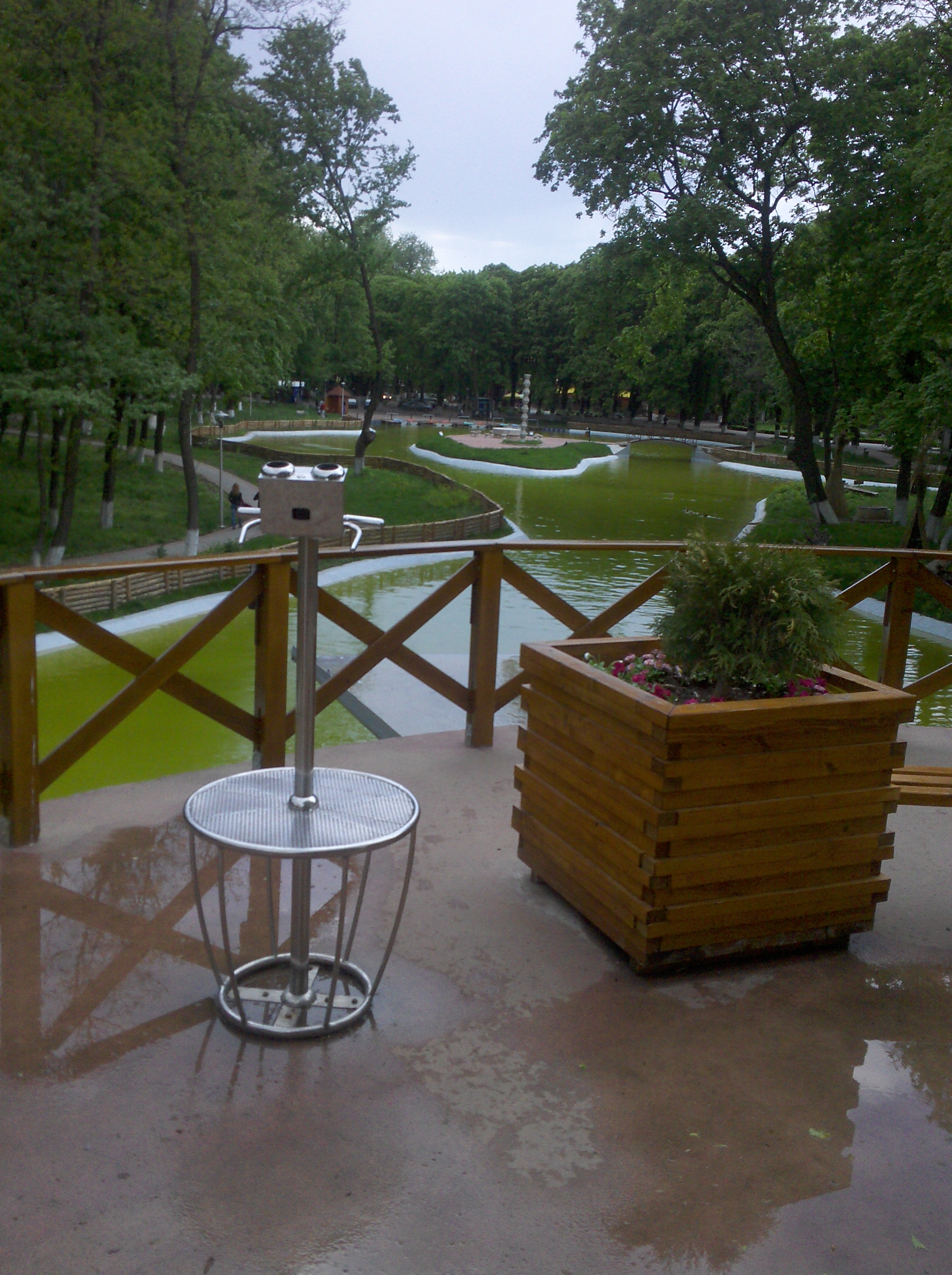
Vedere de la observator asupra lacului din parc

Obiective:

## Lacul
Îm parcul din Roman se află un lac prezăvut cu debarcader cu 2 bărci cu vâsle și 10 cu pedale. Se efectuează plimbări de agrement pe timpul sezonului cald de la 1 mai la 30 septembrie.Din mijlocului primei părți a lacului țâșnește un jet de apă înalt de aproximativ 10 metri,jet inspirat din jetul de la lacul Leman de lângă Geneva.
Lacul are trei insule fiecare cu tematică:
- Insula Brâncuși insula este legată de restul parcului de un pod.Pe această insulă se află copiile operelor brâncușiene Masa Tăcerii și Coloana Fără Sfârșit. Acestea fiind luminate de timpul nopții de un proiector de culoare violet.

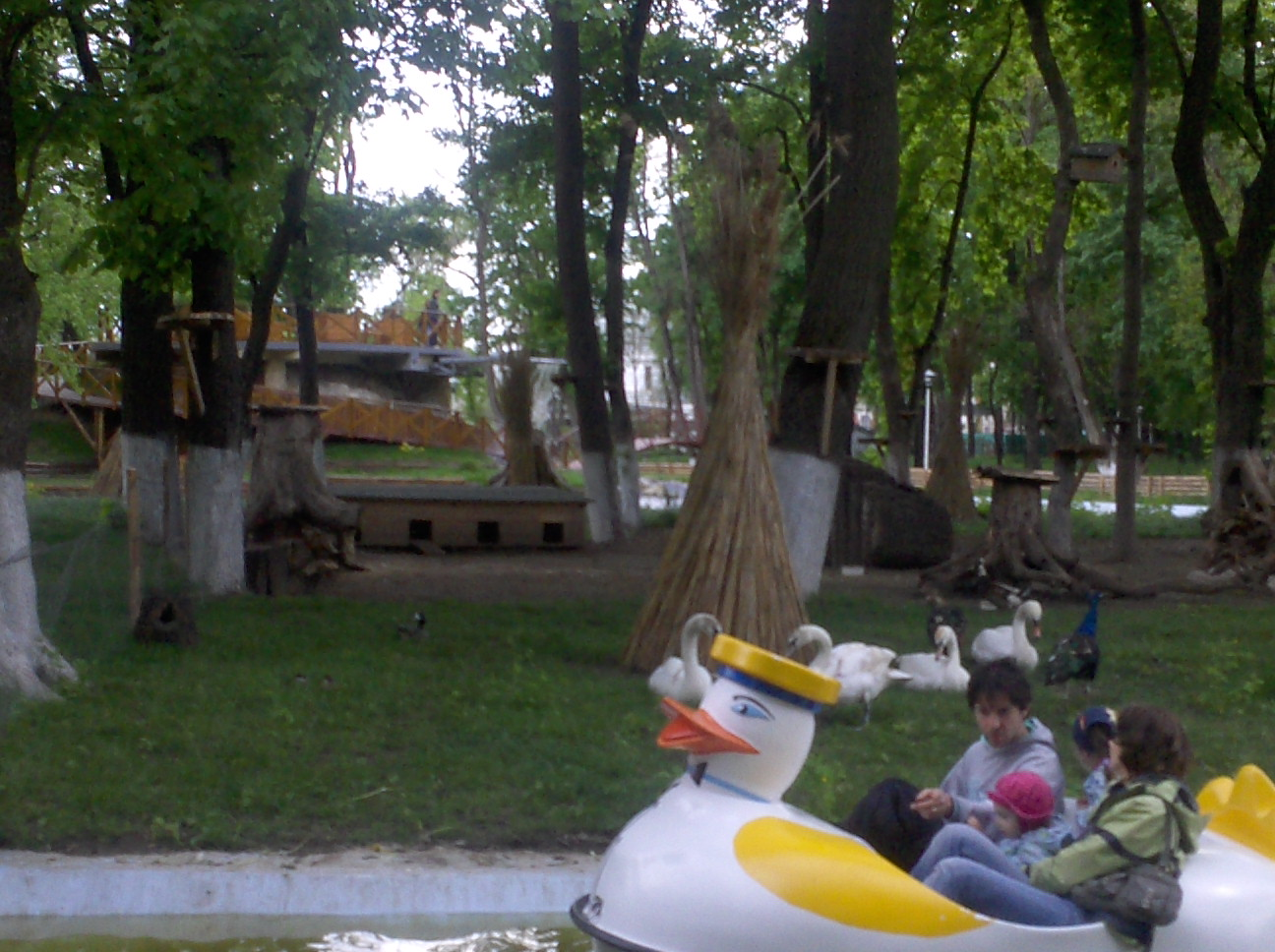
Barcă cu pedale trecând pe lângă insula cu viețuitoare

- Insula Planeta Verde pe această insulă accesul este interzis și nu se poate ajunge decât cu barca neavând nici un pod.Pe această insulă trăiesc libere diferite specii de păsări: lebede, păuni, diferite specii de rațe exotice, diferite specii de porumbei , veverițe .Pentru aceste viețuitoare s-au amenajat adăposturi din cioate, cuști pe suprafața solului sau în copaci, corturi tip  ca ale indienilor apași. De asemenea pe suprafața insulei se află și  un mic lac artificial unde se pot adăpa sau scălda pasarile
- Insula cu Cascadă Această insulă este legată de parc printr-un pod și este alcătuită din două părți una joasă unde se află alei cu bănci și una înaltă de pa care se revarsă o cascadă.Această parte înaltă este prezăvută și cu un observator de unde se pot observa îndeaproape viețuitoare de pe insula Planeta Verde precum și orice alt punct din parc.Aici sus se găsește o platformă betonată cu bănci și ghivece mari din lemn cu flori.

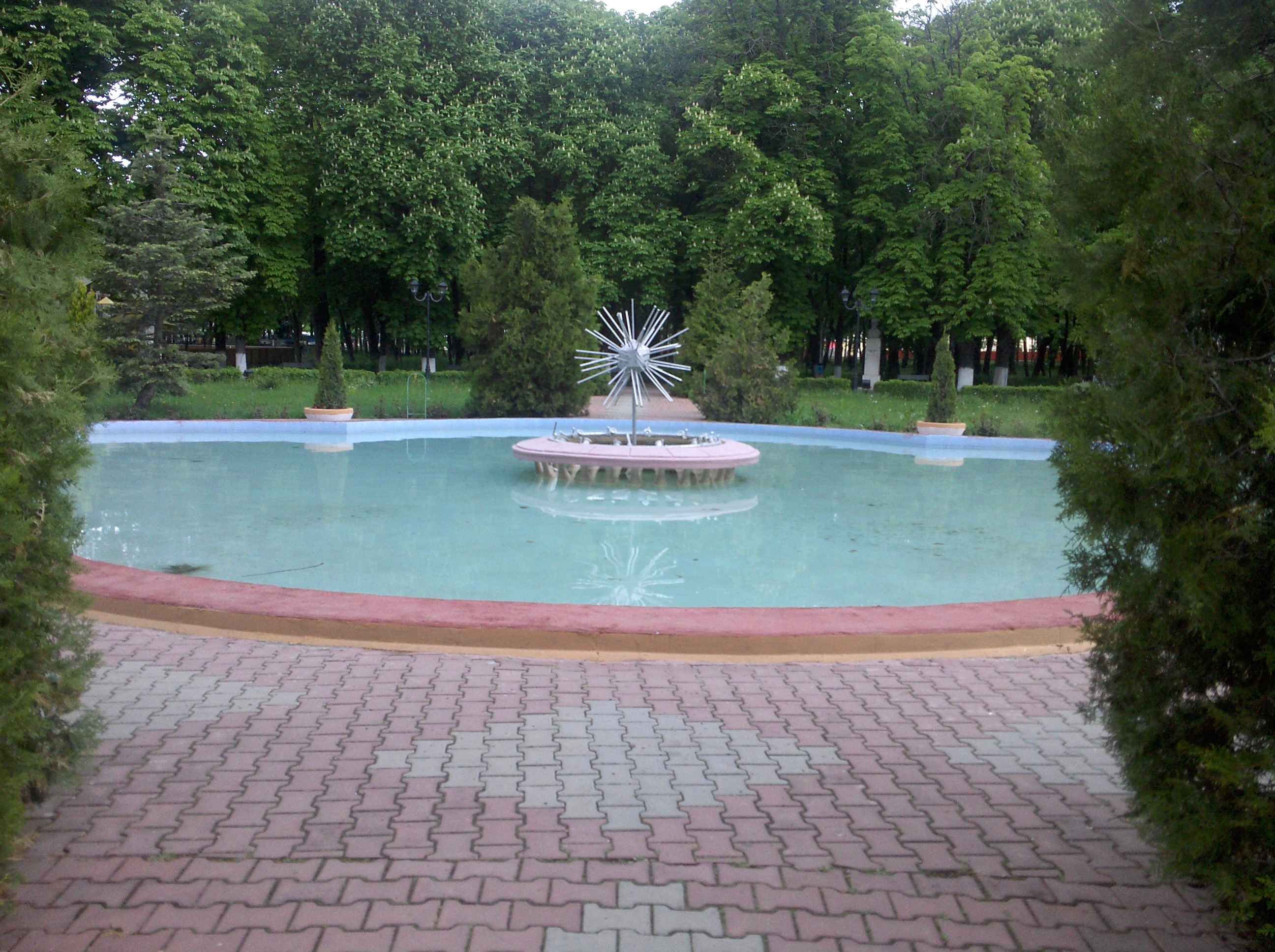
Fântâna din mijloculul rontondei scriitorilor

## Rotonda Scriitorilor
Rotonda Scriitorilor a fosr realizată de Fondul Plastic Iași și cuprinde bustul a 10 scriitori români Miron Costin, Mihail Kogălniceanu, Vasile Alecsandri, Ion Luca Caragiale, Alexandru Vlahuță, George Coșbuc, Mihail Sadoveanu, Ion Creangă, Mihai Eminescu și George Enescu.În mijlocul rotondei se află un parc de formă ovală tăiat de 4 alei cu bănci în formă de cruce la unirea acestora aflându-se o fântână arteziană în formă de păpădie.

## Complexul Parc
Complexul Parc este format dintr-un restaurant cu terasă, motel și un patinoar care funcționează în sezonul rece, vara aici fiind un loc de joacă pentru copii.

## Statuia lui Ion Ionescu de la Brad
În fața intrării principale de pe strada Ștefan cel Mare la aproximativ 50 metri de acesta se află statuia savantului romașcan Ion Ionescu de la Brad.

## Foișorul
În apropierea rotondei scriitorului se află un foișor unde în unele zile de sărbătoare cântă fanfara sau alte grupuri muzicale.

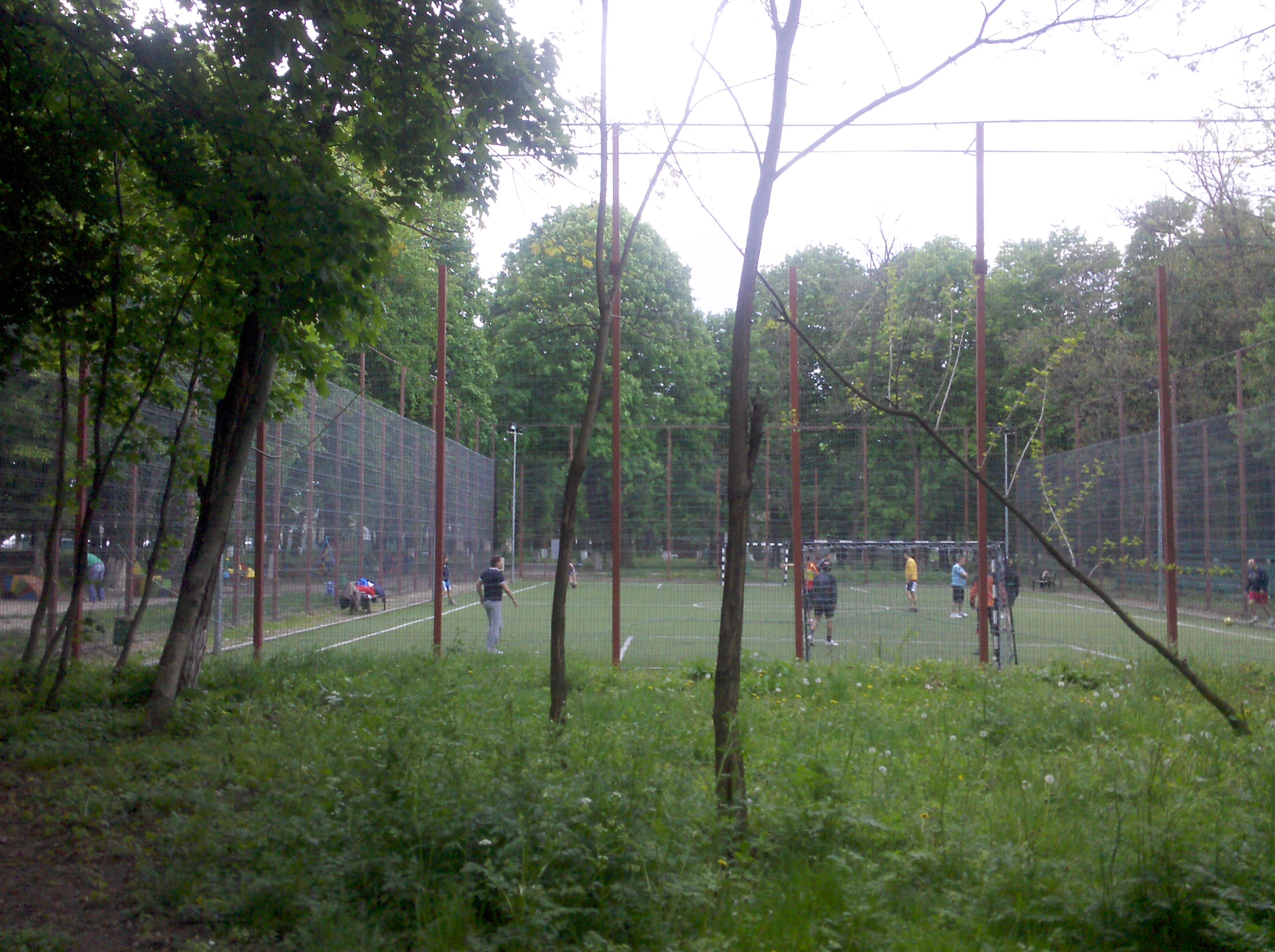
Terenul de fotbal din parc

## Terenul de fotbal
Aproape de ieșirea de pe strada Primăverii se află un teren de fotbal cu nocturnă.

## Locul de joacă pentru copii
Locul de joacă se află în spatele Muzeului de Stiinte ale Naturii.Este prevăzut cu castel cu topogane, balansoar, scrânciob ș.a.m.d.

## Muzeul de Științe ale Naturii
Muzeul de Științe ale Naturii s-a mutat in clădirea construită special pentru acesta in Parcul Municipal Roman la data de 26 iulie 2011

## Foste obiective
Îm interiorul parcului au mai existat un teatru de vară care din cauza degradării și devastării acestuia a necesitat dărâmarea. De asemenea, timp de câțiva ani a existat un țarc pentru ponei, unde copii puteau călări aceste animale.